# 北欧信仰中的死亡
北欧信仰中的死亡 和许多习俗和信仰相关。对于维京人的葬礼，不仅有多种执行方式，也有许多不同的概念来描述灵魂和 来世，例如 瓦尔哈拉， 弗尔克范格, 冥界 和 Helgafjell。 